# حسين عبد الله لاوندي
حسين عبد الله لاوندي هو لاعب كرة قدم عراقي، من مواليد 20 كانون الثاني/يناير 2001، يلعب في خط الهجوم لنادي الطلبة، ويلعب في صفوف منتخب العراق للشباب تحت 23 عاماً، شارك في بطولة اتحاد غرب آسيا تحت 23 سنة عام 2023، التي حصل خلالها على جائزة الحذاء الذهبي.

## روابط خارجية
- حسين عبد الله (لاعب كرة قدم عراقي) على موقع كووورة